# Paul McGillion
Paul McGillion (n. 5 ianuarie 1969) este un actor scoțian, cunoscut mai ales pentru rolul doctorului Carson Beckett din serialul Stargate: Atlantis.

## Biografie
Paul McGillion s-a născut în Paisley, Scoția și a emigrat împreună cu familia sa în Canada încă din vremea copilăriei.

## Filmografie
- Stargate Atlantis — Carson Beckett
- Star Trek (2009)
- Smallville
- Dosarele X

## Teatru
Paul McGillion a jucat în numeroase producții teatrale: 
- Rezervări pentru patru
- Străinii
- Pianul
- Savage în Limbo